# To Love You More
«To Love You More» —en español: «Para amarte más»— es una canción de la cantante canadiense Céline Dion, escrita por David Foster y Edgar Bronfman Jr., quien firmó bajo el seudónimo de Junior Miles. Se lanzó como sencillo en Japón el 21 de octubre de 1995 y se convirtió en un éxito, alcanzando el número uno en la lista Oricon Singles y vendiendo 1,5 millones de copias. La letra trata de una mujer que suplica apasionadamente a su amante para que no la deje por otra mujer.

## Antecedentes y lanzamiento
La canción fue grabada para una popular serie de drama japonesa llamada Koibito yo –que significa Mi querido amante– y fue incluida en la reedición japonesa de 1995 del álbum de Dion The Colour of My Love. Posteriormente apareció en la edición asiática de Falling into You, en Live à Paris, lanzado en la mayoría de los territorios fuera de EE. UU. (donde «To Love You More» fue uno de los sencillos de radio para promocionar este álbum en Canadá), y en la edición estadounidense de Let's Talk About Love, siendo lanzada como el tercer sencillo (aunque solo promocional) de este álbum. La canción solo fue lanzada como sencillo físico comercial en Japón, inicialmente como un mini CD en 1995 y luego como maxisencillo con remixes de Tony Moran en 1999.
En 1995, Sony Music Entertainment Japan lanzó un video promocional en el que se muestra a Dion interpretando la versión original en el estudio de grabación. En 1996, Sony Music Entertainment también lanzó un video promocional de una presentación en vivo de la gira Falling Into You: Around The World Tour, con Taro Hakase al violín.
«To Love You More» se convirtió en una de las canciones más interpretadas por Dion en sus presentaciones en vivo y fue parte del repertorio de las giras Falling Into You: Around The World Tour, Let's Talk About Love World Tour, A New Day..., Taking Chances World Tour, la gira de 2018, y el último año de su residencia en Las Vegas, Celine. Dion también interpretó «To Love You More» durante su concierto en el BST Hyde Park en Londres el 5 de julio de 2019 y en su gira Courage World Tour. Versiones en vivo de esta canción se encuentran en muchos de los DVD de Dion, incluyendo Live in Las Vegas - A New Day.... El tema también apareció en todas las ediciones de su primer álbum de grandes éxitos en inglés All the Way… A Decade of Song en 1999 y My Love: Ultimate Essential Collection en 2008.
«To Love You More» ganó el «Premio Grand Prix al Sencillo Internacional» en los Japan Gold Disc Awards, además de un premio ASCAP Pop y dos premios BMI Pop por la canción más interpretada en Estados Unidos.

## Rendimiento comercial
La canción se convirtió en un éxito rotundo en Japón, alcanzando el número uno durante cinco semanas y vendiendo 1 500 000 copias. Céline Dion fue la primera artista internacional en llegar al número uno en la lista Oricon Singles desde Irene Cara con la canción «Flashdance... What a Feeling» en 1983. «To Love You More» sigue siendo la tercera canción más vendida por un artista internacional y el sencillo más vendido por una artista femenina internacional en Japón. También es una de solo tres canciones internacionales que han vendido más de un millón de copias. Hasta la fecha, Dion es la artista norteamericana más reciente en alcanzar el número uno en la lista y solo la cuarta en lograrlo en general.
En julio de 2010, un realtone de «To Love You More» fue certificado oro tras vender 100 000 copias.
«To Love You More» también fue exitosa en la radio estadounidense, aunque la versión editada que la mayoría de las estaciones de radio en EE. UU. transmitieron omitía el puente de violín de Kryzler & Company y una parte considerable del final de la canción. Pasó 8 semanas en el número uno en la lista Hot Adult Contemporary Tracks y alcanzó el puesto 11 en la lista Billboard Hot 100 Airplay. En Canadá, «To Love You More» llegó al número cuatro en la lista de Airplay de Quebec y al número cinco en la lista Canadian Adult Contemporary.

## Posicionamiento en listas
| Listas (1995–1998)                  | Mejor posición |
| ----------------------------------- | -------------- |
| Canadá (RPM Top Singles)            | 9              |
| Canadá CHR (BDS)                    | 15             |
| Islandia (Íslenski Listinn Topp 40) | 13             |
| Quebec (ADISQ)                      | 4              |
| Estados Unidos (Radio Songs)        | 11             |
| Estados Unidos (Adult Contemporary) | 1              |
| Estados Unidos (Adult Top 40)       | 21             |
| Estados Unidos (Mainstream Top 40)  | 22             |

| Lista (1996)                 | Posición |
| ---------------------------- | -------- |
| Japón (Oricon Singles Chart) | 20       |

| Lista (1997)                    | Posición |
| ------------------------------- | -------- |
| Canadá Adult Contemporary (RPM) | 30       |

| Listas (1998)                                 | Posición |
| --------------------------------------------- | -------- |
| Estados Unidos Hot 100 Airplay (Billboard)    | 45       |
| Estados Unidos Adult Contemporary (Billboard) | 8        |
| Estados Unidos Adult Top 40 (Billboard)       | 53       |
| Estados Unidos Mainstream Top 40 (Billboard)  | 68       |

| Listas (1999)                                 | Posición |
| --------------------------------------------- | -------- |
| Brasil (Crowley)                              | 77       |
| Estados Unidos Adult Contemporary (Billboard) | 38       |

## Certificaciones
| País  | Organismo certificador | Certificación | Ventas certificadas | Ref.        |
| ----- | ---------------------- | ------------- | ------------------- | ----------- |
| Japón | RIAJ                   | Diamante      | 1 500 000           | [ 4 ] [ 3 ] |
| Japón | RIAJ                   | Oro           | 100 000             | [ 5 ]       |